# 广州抽水蓄能电站
广州抽水蓄能电站（Guangzhou Pumped Storage Power Station）位于中国广东省广州市从化区吕田镇，距广州市区90千米，属于纯抽水蓄能电站，是大亚湾核电站、岭澳核电站的配套工程，總裝機容量2400MW。上水库位于召大水上游的陈禾洞小溪上，下水库位于九曲水上游的小杉盆地，是广东电网主力调频电厂。
第一期於1993到1994年开始服役，共有四台300MW發電機。香港中華電力擁有第一期50%發電量40年使用權，至2034年。
第二期於1999到2000年開服役，共有四台300MW發電機。
广州抽水蓄能电站是中国第一座抽水蓄能电站。